# Lykosoura
Koordinaten: 37° 23′ 23″ N, 22° 1′ 51,7″ O
Lykosoura (altgriechisch Λυκόσουρα, lateinisch Lycosura), häufig auch Lykosura, ist eine antike Stadt in Arkadien, nahe der Grenze zu Messenien, sieben Kilometer westlich von Megalopolis im Lykaiongebiet. Das etwa sechs Kilometer westlich liegende Dorf Astala (altgriechisch Αστάλα) wurde im Jahr 1926 in Lykosoura umbenannt.
Obwohl der Perieget Pausanias sie als älteste Stadt bezeichnete, hatte sie keine größere politische Bedeutung. Vielmehr wurde sie politisch Megalopolis, der Hauptstadt Arkadiens, zugeordnet.
Die Stadt soll von dem mythologischen König Lykáon um das Jahr 2460 vor Christi gegründet worden sein. Die Stadt selbst war von einer Mauer umgeben und beherbergte nur wenige Einwohner. Doch soll die Menschheit nach den Angaben des Pausanias, von ihr erst den Städtebau erlernt haben.
In der Mythologie hatte Lykosura jedoch eine hohe Bedeutung. Hier wurde Demeter, v. a. aber ihre Tochter Despoina verehrt. Despoina war die Tochter der Demeter und des Poseidon.
Während Despoina im restlichen antiken Griechenland kaum bekannt war, nahm sie in Arkadien eine wichtige Position in der Götterwelt ein. Despoina war jedoch nicht ihr tatsächlicher Name, sondern nur eine Bezeichnung für „große Göttin“. Ihr tatsächlicher Name bleibt unbekannt, da dieser ein Teil des Mysterienkultes war.
Als Beginn der Kulthandlungen wird das 5. Jahrhundert v. Chr. angesehen. Der Kult war regional beschränkt und fand keine Ausbreitung außerhalb des Lykaiongebietes. Dennoch lassen die Größe des Heiligtums und die Erwähnung der Despoina bei Pausanias als größte arkadische Göttin auf eine hohe Bedeutung schließen. Neben den Beschreibungen von Pausanias gibt es keine schriftlichen Quellen. Allerdings gibt es einige bauliche Überreste.

## Heiligtum von Lykosoura

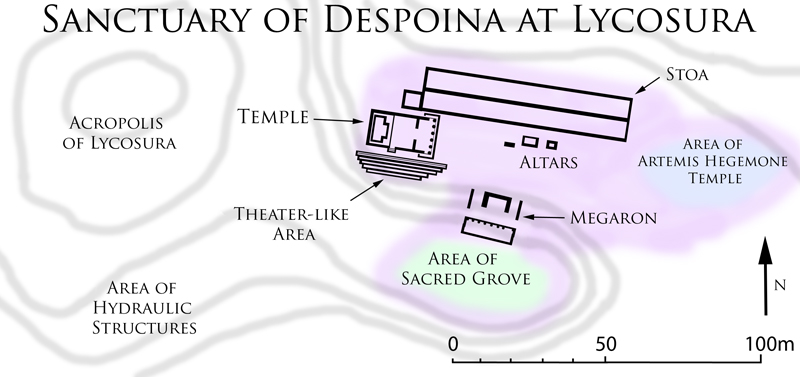
Plan des Heiligtums von Lykosoura

Eine ausführliche Beschreibung gibt Pausanias 8, 37, 1–12.
Der Eingang des heiligen Bezirks der Despoina war Standort eines Tempels für Artemis Hegemone. Der Temenos von Despoina war von einer Wand eingeschlossen, deren Überreste man noch heute finden kann. Wenn man den Temenos von Osten aus betrat, fand man einen Säulengang. Es handelte sich dabei um ein dorisches Gebäude. Die Hochaltarstätte der Despoina schloss sich zum Norden hin an. Er wurde durch zwei Mauern erweitert, die ihn mit den Temenos verbanden. Östlich der Stoa befand sich ein Zimmer dessen Zweck unbekannt ist. Dort fand man eine kleine Statue, die Athena darstellte.
Im Tempel befanden sich dann mehrere Reliefs aus Marmor. Das Erste stellt Moiren und Zeus dar. Auf dem Zweiten wurde Herakles gezeigt, wie er Apollon einen Dreifuß raubt. Auf dem dritten Relief waren Nymphen und Pane abgebildet. Polybios war auf dem vierten Relief zu sehen.
Weiterhin gab es eine Tafel mit den Vorschriften des Weihefestes. Am westlichen Ende der Umfassungsmauer des Heiligtums befanden sich drei hintereinander angeordnete Altäre. Sie waren Demeter, Despoina und der Megale Meter („große Mutter“) gewidmet. Der Altar der Despoina war größer als die der anderen Göttinnen.

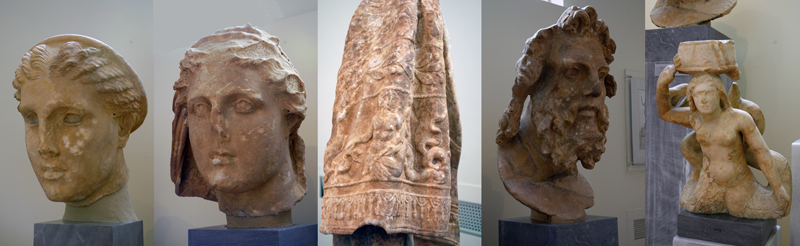
Fragmente der Kultbildgruppe aus dem Heiligtum von Lykosura. Von links nach rechts: Artemis, Demeter, Schleier der Despoina, Anytos und ein weiblicher Triton (Archäologisches Nationalmuseum, Athen)

Im Despoina, Demeter und Artemis geweihten Tempel befand sich eine weitere Statue. Diese stellte Despoina auf einem Thron sitzend dar. In der linken, erhobenen Hand hielt sie ein Szepter. Links neben ihr Demeter, die auch auf einem Thron saß. Demeter legte ihre linke Hand auf die Schulter von Despoina. In der anderen Hand trug sie eine Fackel. Rechts von Demeter befand sich Artemis. Diese trug ein Hirschfell und einen Köcher. In der einen Hand hielt sie wie Demeter eine Fackel, in der anderen zwei Schlangen. An den Füßen der Göttin Artemis lag ein Jagdhund. Rechts neben der Despoina war Anytos dargestellt. Er soll Despoina aufgezogen haben und zu den Titanen gehören. Er war versehen mit Brustpanzer und Lanze. Die Statuen wurden von Damophon von Messene geschaffen.
Über diesem Tempel befand sich das Megaron in Form eines Monumentalaltars. Das Gebäude bestand aus einem rechteckigen Zaun und wurde umsäumt von zwei mit einer Mauer verbundenen Treppen. Darüber erhob sich ein 9,5 m langer Säulengang. Dessen Fassade waren aus Halbsäulen gebaut. Das Megaron entstand wohl zeitgleich mit dem Tempel der Despoina. Sein Grundriss harmonierte mit den verschiedenen religiösen Funktionen. Im Megaron sollten die Mythen empfangen und im Geheimen abgehalten werden.
Den Hang aufwärts lag der mit Steinen eingefasste baumbewachsene heilige Hain. Pausanias erwähnte besonders, dass es dort einen Ölbaum sowie eine Steineiche aus einer Wurzel gab.
Auch Despoinas Vater – Poseidon – hatte Altäre in Lykosura. Diese befanden sich nahe dem heiligen Hain. Auf dem letzten der Altäre von Poseidon war eine Inschrift, dass dieser Altar für alle Götter erbaut sei.
Den Tempel entlang wurden alle zwei Meter künstliche Bänke errichtet. Hierbei handelt es sich nicht um eine Treppe, die auf eine erhöhte Terrasse führt, sondern um zehn Erhöhungen, die sich dem Abhang anpassten.
Weiter gab es ein Heiligtum des Pan sowie einen Altar des Ares und zwei Kultbilder der Aphrodite.

## Kulthandlungen in Lykosura
Für den Kult an sich gibt es vier Zeugnisse: ein heiliges Gesetz, den Text des Pausanias, die im Palast gefundenen Terrakottafiguren und die Darstellungen des Schleiers der Despoina.

### Das heilige Gesetz
Am südlichen Säulengang befand sich eine Inschrift mit folgendem Inhalt:
Schwangere Frauen oder Frauen, die eine Schwangerschaft planten, durften den Tempel ebenfalls nicht betreten.
Als Opfergaben waren zugelassen: Olivenbäume, Myrrhe, Honigstrahlen, Perlgraupen, Statuen aus weißem Mohn, Lampen, Parfüm zum Verbrennen sowie aromatische Kräuter.
Verboten war die Opferung von Granatfrüchten, dies kann man auf die besondere Rolle der Granatkerne bei der Entführung der Persephone (Kore) zurückführen.
Beim Kult in Lykosura scheint es zwei verschiedene Zeremonien gegeben zu haben, einerseits die offenen öffentlichen Opferungen in der Hochaltarstätte bei den Altären im Osten des Tempels und andererseits die geheimen Riten des Megarons.

### Die Opferung
- Vor dem Tempel brachten die Arkadier jede Art von Frucht in die Hochaltarstätte, die auf kultivierten Bäumen wuchs als Opfer dar. Dem kann man die Erdfrüchte hinzufügen. Nicht gestattet war das Opfern der Früchte des Granatapfels.
- Im Megaron zelebrierten die Arkadier die Mysterien. Es gab keine vorgeschriebenen Opfertiere. Jeder brachte das Tier mit, das er besaß. Im Gegensatz zur sonst üblichen Tieropferungspraxis durchschnitt man nicht die Kehle des Tieres, sondern zerriss es.

### Die Geheimnisse, Mysterien
Die Anfangszeremonie spielte sich im Megaron ab. Ihre Existenz wurde mehrmals in den Inschriften von Lykosura und von Pausanias erwähnt. Diese Mysterien waren für die Stätte eine unabkömmliche Einnahmequelle. Die Einführung der Olympischen Spiele war eine große Konkurrenz für Lykosura. Im Jahre 42 haben die Mysterien der Stadt keine Einnahmen gebracht. Das Geld fehlte dem Reich, eine außenstehende Person musste für die gesamte Stadt aufkommen.
Über den Inhalt der Mysterien ist nicht viel bekannt. Pausanias sagt nichts darüber. Daher muss man sich mit den im Tempel gefundenen Objekten zufriedengeben. Lampen als Opfergabe weisen auf eine nächtliche Zeremonie hin. Die griechischen Archäologen fanden im Innern des Gebäudes zwischen Asche und verkalkten Überresten einige kleine Figuren aus gebrannter Erde (Ton). Sie stellten stehende, circa 15 cm hohe, unbewegliche Personen dar. Deren Köpfe hatten die Form eines Widders oder Rindes und die Figuren trugen ein Gewand. Man kann ihre Entstehungszeit nur schwer bestimmen, sie könnten aber aus dem 1. Jahrhundert v. Chr. stammen. Es gibt verschiedene Interpretationen der Figuren. Wahrscheinlich handelt es sich um maskierte Personen. Weiterhin zu betrachten ist, dass auf dem Stoff des Schleiers der Skulptur von Despoina ein gutes Dutzend von verkleideten Menschen mit Tierköpfen zu sehen waren. Daraus kann man schließen, dass die Priester und die Eingeweihten manchmal Masken trugen.

### Verkleidete Tänze
Ein anderer Teil der Zeremonie beinhaltete eine Art Tanz. Dies wurde mit der Kleidung der Göttin visualisiert. Darauf kann man maskierte Menschen (mit Tierköpfen) im Kreis stehen sehen, die an rhythmischen Bewegungen teilnahmen. Diese tanzenden Figuren weisen auf eine Orgie hin.